# Tuffi ai XXIII Giochi centramericani e caraibici
Le gare di tuffi ai XXIII Giochi centramericani e caraibici si sono svolte dal 19 al 25 luglio 2018, presso il Complejo Acuático di Barranquilla, in Colombia. Sono state disputate un totale di 8 gare: 5 maschili, 3 femminili.

## Podi

### Uomini
| Evento                      | Oro                                   | Punteggio | Argento                                    | Punteggio | Bronzo                                       | Punteggio |
| Tuffi individuali           |                                       |           |                                            |           |                                              |           |
| Trampolino 1 m (dettagli)   | Jahir Ocampo                          | 414.45    | Sebastián Morales                          | 401.45    | Rommel Pacheco                               | 383.25    |
| Trampolino 3 m (dettagli)   | Rommel Pacheco                        | 473.30    | Sebastián Morales                          | 451.80    | Alejandro Arias                              | 412.70    |
| Piattaforma 10 m (dettagli) | Iván García                           | 452.0     | Andrés Villarreal                          | 414.80    | Sebastián Villa                              | 411.85    |
| Tuffi sincronizzati         |                                       |           |                                            |           |                                              |           |
| Trampolino 3 m (dettagli)   | Messico Jahir Ocampo Rommel Pacheco   | 429.51    | Colombia Sebastián Morales Alejandro Arias | 375.33    | Rep. Dominicana Frandiel Gómez José Calderón | 327.60    |
| Piattaforma 10 m (dettagli) | Messico Andrés Villarreal Iván García | 411.90    | Cuba Jeinkler Aguirre Yusmandy Paz         | 366.57    | Colombia Kevin García Sebastián Villa        | 318.00    |

### Donne
| Evento                      | Oro                        | Punteggio | Argento           | Punteggio | Bronzo                     | Punteggio |
| Tuffi individuali           |                            |           |                   |           |                            |           |
| Trampolino 1 m (dettagli)   | Diana Isabel Pineda Zuleta | 282.75    | Paola Espinosa    | 277.35    | Carolina Mendoza           | 260.30    |
| Trampolino 3 m (dettagli)   | Carolina Mendoza           | 321.60    | Paola Espinosa    | 300.20    | Diana Isabel Pineda Zuleta | 294.85    |
| Piattaforma 10 m (dettagli) | Anisley García             | 332.90    | Viviana Del Ángel | 332.45    | Gabriela Agúndez           | 330.45    |

## Medagliere
| Pos.   | Paese           | Oro | Argento | Bronzo | Totale |
| ------ | --------------- | --- | ------- | ------ | ------ |
| 1      | Messico         | 6   | 4       | 3      | 13     |
| 2      | Colombia        | 1   | 3       | 4      | 8      |
| 3      | Cuba            | 1   | 1       | 0      | 2      |
| 4      | Rep. Dominicana | 0   | 0       | 1      | 1      |
| Totale | Totale          | 8   | 8       | 8      | 24     |